# 利根川東遷事業

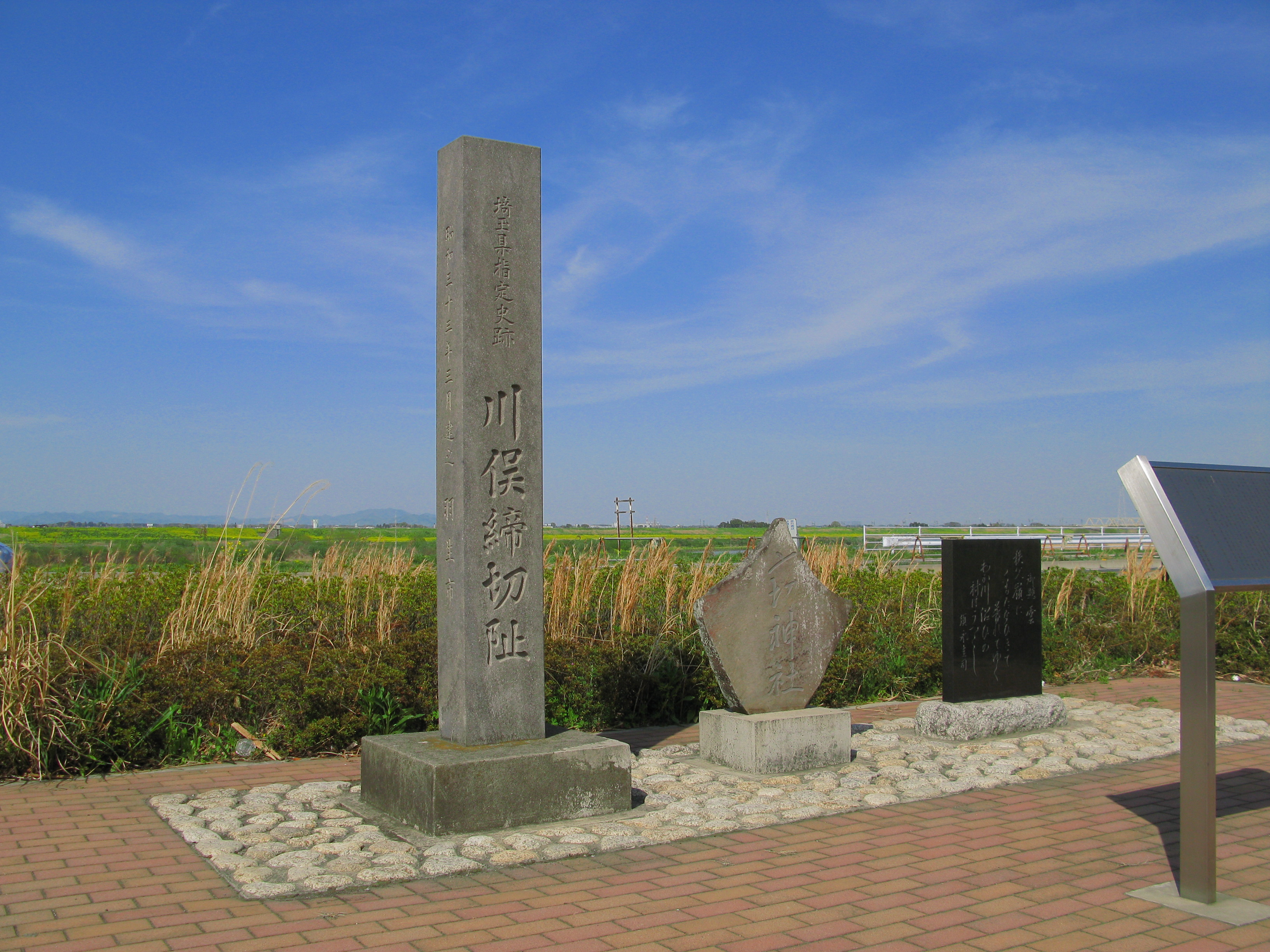
会の川締切りの跡地に立つ川俣締切阯の石碑

利根川東遷事業（とねがわとうせんじぎょう）は、江戸時代初期に始められた利根川中下流の付け替えにかかわる河川改修を指す。

## 概要
利根川の大規模な河川改修の歴史は、天正18年（1590年）の徳川家康江戸入府後、徳川氏によって始められ現代に至るとされるが時代によって多種の意図の変遷があった。
改修の目的は、水上交通網の整備などの利水面が先んじてあり、その中心は赤堀川の開削である。元和7年（1621年）の新川通開削に続く赤堀川の開削着手から、承応3年（1654年）の赤堀川通水まで一連の工事が行われ、これにより利根川から取水し分水嶺を越え常陸川へ渇水期でも十分な量の水が流されることになり、太平洋へ注ぐ銚子河口まで繋がる安定した水運が成立し江戸の経済を支えた。このため、江戸時代から大正時代までは、新川通の下流は、権現堂川から江戸川を経て東京湾へ至る流路と、赤堀川から常陸川を経て太平洋へ至る流路が存在した。
また、利根川の治水システムは中条堤をその要としていたが、天明3年（1783年）の浅間山大噴火後、この治水システムの機能維持のための河川改修が行われ、江戸川への流量を減少させ赤堀川から常陸川への流量を増加させた。
明治時代に入り足尾鉱毒事件の発生により、さらに銚子方向への流量比を高める大規模改修が始まった。そして、明治43年（1910年）の大水害で中条堤を要とした利根川の治水システムは崩壊、洪水時下流への流量が増加したため江戸川への流入制限が強化され、この結果「東遷」が確定し、昭和3年（1928年）には権現堂川が廃され、江戸川は赤堀川から常陸川への流路を本流とする利根川の支流となった。これらにより、利根川本流は銚子を通って太平洋に注ぐことになり、関東平野の自然地理的状況は人の手によって大きく変えられた。

## 歴史
利根川の中下流は南流し現在の荒川の流路を通り東京湾へ注いでいたが、およそ3000年前の縄文時代後期に途中の河道を変え、現在の熊谷市・鴻巣市付近からそれまでの台地を掘り割るように関東沈降盆地中心への東へ向かい、分流しながら渡良瀬川の流路地帯（加須から越谷）へ向かって流れるようになった。利根川（および荒川）は分合流の変化が激しく、渡良瀬川にも合流した（合の川など）。　
江戸時代以前は、利根川と渡良瀬川とはほぼ平行して南流し東京湾（江戸の内海）へ注ぎ、河口も異なっていた。利根川本流は、一旦、会の川および浅間川の主要分流となり、加須市川口で合流後は、現在の古利根川・中川・隅田川の流路で東京湾に注いだ。ただし武蔵国北部では細かく乱流し、綾瀬川や荒川とも合・分流していた。
徳川家康江戸入府後、利根川の河道を付け替える工事が始まった。文禄3年（1594年）に会の川を締め切り、元和7年（1621年）には浅間川を締め切り新川通を開削し、利根川の中流を一本化し加須市旗井（久喜市栗橋の北1キロメートル）で渡良瀬川に接続した。これにより、渡良瀬川は利根川の支流となり、権現堂川・太日川は利根川の下流の位置付けとなった。またそれまでの利根川の下流は、上流から切り離された形となり古利根川と呼ばれ、その河口は中川と呼ばれた。
さらに、承応3年（1654年）に古河市中田（栗橋の対岸）付近から分水嶺を越えて赤堀川を開削する工事を行い香取海（銚子河口・太平洋）に通じる河道を開いた。これにより、江戸時代から大正時代までは、利根川の下流は、権現堂川から江戸川を経て東京湾へ至る流路と、赤堀川から常陸川を経て太平洋へ至る流路が存在し、二つの流路は逆川を介して関宿でもつながっていた。そして次第に常陸川への流路の方に比重が移り、昭和3年（1928年）に権現堂川が廃され、赤堀川・常陸川の流路のみ残り、江戸川はその支流となった。

### 江戸時代前期

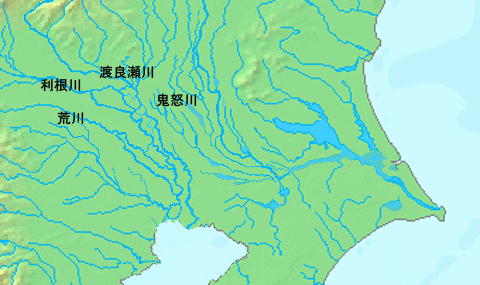
江戸時代以前の利根川、荒川、渡良瀬川水系。
利根川が東京湾に注いでいた。また荒川も現在より東側の水路を通っていた。利根川と荒川の合流地点や川筋はしばしば変化し、古くは、荒川の流れが今の綾瀬川を通っていた時代もあった。

水戸市にある伊奈忠次の銅像

天正18年（1590年）8月朔日徳川家康は江戸に入った、そこには荒れ果てた江戸城があり、茅葺の家が100軒ばかり大手門の北寄りにあった。城の東には低地があり街区の町割をしたならば10町足らず、しかも海水がさしこむ茅原であった。西南の台地はカヤやススキの野原がどこまでも続き武蔵野につらなった。城の南は日比谷の入り江で、沖合に点々と砂州があらわれていた。それから20年を経て慶長14年（1609年）ごろに訪れたロドリゴ・デ・ビベロの記すところによれば、はやくも江戸の人口は15万となり京都の半分くらいであったという。この発展を続ける江戸の町の消費需要をまかなうためには、利根川の水運をはじめとする物流路の整備が不可欠であった。
家康は伊奈忠次を関東郡代に任じ、関東周辺の河川改修にあたらせた。以後、忠治、忠克と伊奈氏3代により、利根川の常陸川河道（銚子河口）への通水が行われた。

#### 東遷事業の開始
近世初頭の利根川の東遷事業は、かつては文禄3年（1594年）に新郷（現・羽生市）で会の川を締め切った工事に始まったといわれていた。しかし、近年の研究では、締め切りは忍領の水害対策であり、東遷事業のはじまりは、27年後の元和7年（1621年）とされている。
会の川の締め切り
文禄3年（1594年）に羽生領上川俣にて会の川の締め切りがおこなわれた。忍城の城主であった松平忠吉が家来の小笠原三郎左衛門に命じ、工事が行われたといわれるが、関東郡代伊奈忠治との連絡のもと進められたとも推測されている 。
備前堤（綾瀬川流域）の開発
慶長年間（1596年-1615年）には、備前堤が築造され、綾瀬川が荒川から切り離され、綾瀬川流域の低湿地の開発と綾瀬川自身を流域の用水源としたという。
小名木川と新川の開削
行徳塩田と隅田川を結ぶため、天正18年（1590年）に小名木川を、寛永6年（1629年）に新川を開削し、江戸川下流部と江戸の町をつなぐ水運路を整備した。
利根川と渡良瀬川の河川整理
元和7年（1621年）、浅間川の締め切りと、新川通の開削、および権現堂川の拡幅が行われ、同時に赤堀川の掘削が始められた。利根川と渡良瀬川が合流し権現堂川・太日川がその下流となった。なお太日川はほぼ現在の江戸川だが全く同じではない。現在の江戸川の上流部は寛永18年（1641年）に開削した人工河川であり、下流部も人工河川とみる説もある。
寛永期の河川整理
寛永6年（1629年）、荒川の西遷が行われた。熊谷市久下で荒川を締め切り和田吉野川・市野川を経由し入間川に付け、荒川の下流は隅田川となり旧流路は元荒川となった。
同じく寛永6年（1629年）、鬼怒川を小貝川と分離し板戸井の台地を4キロメートルにわたって開削し常陸川に合流させ、合流点を約30キロメートル上流に移動した。翌寛永7年（1630年）に、布佐・布川間を開削し、常陸川を南流させ、また戸田井・羽根野を開削し小貝川も南流させ常陸川の狭窄部のすぐ上流に合流点を付け替えた。
赤堀川の掘削
新川通の開削や権現堂川の拡幅とともに元和7年（1621年）に掘削が始められた赤堀川は、太平洋への分水嶺を越える水路を開削するものであり、その目的は利根川の水を香取海へ注ぐ常陸川へ流して水量を増し、太平洋へ注ぐ銚子河口まで繋がる水運を整備することだった。しかし、台地（猿島台地）を掘削するために難工事となり、寛永12年（1635年）の工事も含めて2度失敗している。承応3年（1654年）、3度目の赤堀川掘削工事により渇水期も常時通水に成功し、江戸から銚子河口まで繋がる水運路が確立した。この時の赤堀川の川幅は10間（18メートル）程度と狭く、利根川の洪水を流下させる機能はなかった。
河川整理と用水路開発とその後
さらに、寛文5年（1665年）、権現堂川・江戸川と、赤堀川・常陸川をつなぐ逆川を開削、これにより銚子から常陸川を遡って関宿に至り、逆川から江戸川を下り新川・小名木川を通って江戸を結ぶ、用水路開発が加速した。しかし、強引な水路の変更は様々な問題を引き起こした。水量の増大は皮肉にも利根川の土砂堆積による浅瀬の形成を促し、水量の少ない時期には船の通行を困難にした。特に関宿からの旧常陸川（現在の利根川下流域）では相馬郡小堀村、江戸川では松戸までの区間は浅瀬の被害が深刻で、この両区間では艀下船と呼ばれる小型船が積荷の一部を分載して自船の喫水を小さくすることで浅瀬との衝突を避けた。これにより小堀・松戸の両河岸には艀下船の河岸問屋が栄えた。

### 江戸時代中後期
天明3年7月8日（1783年8月5日）に浅間山が大噴火し、火砕流と火砕泥流、および吾妻川と利根川の洪水が発生し死者1,000人超の大災害が起きた。河床は上昇し中条堤を中心とした治水システムは機能しなくなり、当時の土木技術では大規模な浚渫する抜本的な対策を取ることはできなかったため、江戸幕府は当面の対策として、酒巻・瀬戸井狭窄部下流右岸の堤防を徹底強化し赤堀川を拡幅、江戸川の流頭(逆川と権現川の合流点)に棒出しと呼ばれる突堤を設け、18間（33メートル）を限度に川幅を狭め流入量の制限を行った。川幅を狭めた分流速が増し船の航行には不便になるが、洪水の流入を抑えるとともに、土砂流入を防ぎ浅瀬の形成を防止し、舟運機能はせめて確保したいという苦肉の策であった。
これにより行き場を失った水は、逆川から銚子方面へあふれ出し、現在の利根川下流域の水害を深刻化させることとなった。また、浅瀬の被害は深刻化し、艀下船を用いても通行が困難になる場合もあった。　

### 明治維新後

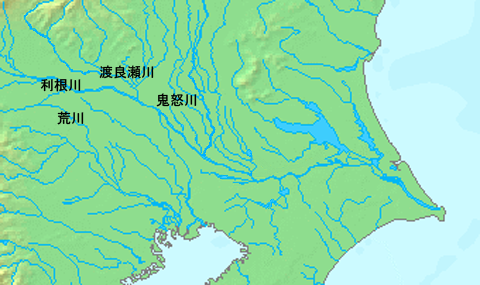
現在の利根川、荒川、渡良瀬水系。明治以降、水系の整備が、物流から治水に切り替わり洪水対策が最重要になった。

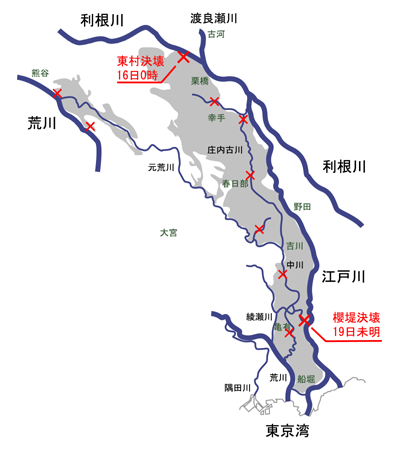
カスリーン台風による利根川決壊後の浸水拡大図。東京都の荒川以東3区、足立区・葛飾区・江戸川区まで濁流が押し寄せた。

明治初期に至るまで、利根川の本流は確定していなかったという。銚子方面から常陸川を遡り江戸川を下る内川江戸廻りの水運は、鉄道網が整備される以前の物流の大動脈であり、どちらの流路についても十分な水量を確保しなければならず一方を本流とするわけにはいかなかったことと、洪水の際には、なだらかな銚子方面に水を流すよりも、もともとの流路に近く、勾配もきつい江戸川方面に水を流すほうが理にかなっていたからである。
しかし、明治10年（1877年）ごろから渡良瀬川流域において足尾鉱毒事件が発生することで状況が変化する。鉱毒事件は被害農民と警官隊による衝突や田中正造による明治天皇への直訴などの激しい抗議行動によって大きな社会問題となった。一方、政府としては日清戦争・日露戦争のさなかであり、銅の産出を止めることはできず、なおかつ江戸川を経由した人口密集地でもある東京や江戸川河口行徳の塩田への被害拡大は避けねばならなかった。そのため、明治31年（1898年）には、天明の浅間山大噴火後に設けた棒出しの幅を僅か9間（16.2メートル）にまで狭め、江戸川への流入制限を強化して銚子方面へと水を流す方針が固まったとされる。
また、その頃利根川下流の両岸は千葉県香取郡であったが、当時の千葉県の財政基盤は弱く利根川の治水事業に予算が割けなかった。そのために利根川の洪水が頻発してその水が当時直接利根川に面していなかった茨城県稲敷郡東部地域にも被害を及ぼした。そこで、明治18年（1885年）茨城県の政治家と千葉県でも利根川の恩恵を受けられない房総半島南部の政治家の間で茨城県の治水事業への財政負担と引換に利根川以北の香取郡を茨城県側に譲渡するという計画が立てられた。これには大須賀庸之助（香取郡長・衆議院議員）や地元住民が激しい抵抗を続けたが、明治32年（1899年）に香取郡北部の稲敷郡編入が行われて、国と千葉・茨城両県による改修工事計画が検討され、着手された。
だが、明治維新以降、近代的なインフラ整備が進むにつれ、従来の氾濫を前提とした治水は成り立たなくなっていた。明治43年（1910年）の関東大水害の後中条堤を要としたそれまでの治水システムは破綻、すでに着手していた改修工事の改訂が迫られることになり、計画洪水流量の見直しや江戸川への分流量の増加など大きな変更を生んだ。そして江戸川へは棒出し（後・関宿水閘門）によって流入制限されたため、実際には銚子方面へあふれ出し結果「東遷」が確定、大正15年（1926年）には権現堂川が締め切られる。
その後は利根川下流の水害激化に対応するため計画上は江戸川への分派率が引き上げられているが、実際には江戸川分派点の利根川本流側には堰や水門のような構造物がなんら造られてこなかったため、結果として洪水時の江戸川の分派率は計画の40パーセントに対し20パーセント程度にすぎない。利根川治水の眼目の一つが江戸川への分派量の問題であるが、その分派量を一方的に決めるとともに決められた分派率が実現されぬまま首都を背後に抱える埼玉県側の堤防だけが強化され、利根川下流域の対策が後回しにされているというのが現状である。
1947年（昭和22年）9月、利根川流域をカスリーン台風が襲った。過去に例を見ない記録的な豪雨は戦前・戦中の乱伐による山林荒廃と相まって利根川流域に致命的な被害を与え、現在の埼玉県加須市、旧大利根町付近で堤防が決壊し濁流は埼玉県のみならず東京都足立区・葛飾区・江戸川区にまで達し、烏川流域、渡良瀬川流域はほぼ全域が浸水し利根川中流部はまたもや一面湖となった。死者・行方不明者は利根川流域だけで1,100名が死亡している。カスリーン台風による甚大な被害にあった地域の対策を優先して進め、利根川下流域には田中・菅生・稲戸井調整池（掘削し容量拡大工事中）の整備という形で、中条堤と同様に洪水を溢れさせる仕組みが設けられた。
1987年（昭和62年）に建設省（現国土交通省）が対策事業として高規格堤防の建設を始め、利根川を含む5水系6河川区間約873kmの整備を対象とした。第1号として利根川沿いの千葉県にも栄町に矢口スーパー堤防が完成したが、その後は2004年（平成16年）度より埼玉県と東京都への水害を予防するため首都圏氾濫区域堤防強化対策事業が進められ、海水がさしこむ茅原や海の入り江だった首都を、水害から守るための努力が続けられている。

## 影響
東北太平洋岸の海運に併せ利根川の水運を使う内川江戸廻り航路は、大消費地江戸と北関東や東北とを結ぶ物流路として発展し、鉄道網が整備される明治前半まで、流通の幹線として機能し続けた。寛文11年（1671年）に江戸幕府の命を受けた河村瑞賢が、東北諸藩の領内の産米を伊豆半島の下田から直接江戸に運ぶことに成功し、外海江戸廻りの東廻海運が飛躍的に発達したとされるが、実際には東廻り航路は、危険な犬吠埼沖の通過に加え房総半島を迂回する必要があり、順風が得られない限り東京湾への出入りができない航路であり、利根川の水運は依然として重要であった。
旧渡良瀬川、旧鬼怒川、旧小貝川の下流域は縄文海進時には海であったが、以後の河川の堆積作用によって湿地帯が形成されており、治水も兼ねた当事業によってこれらの湿地帯が減り新田が開拓されたとする主張もあるが、米を主食とする日本において新田開発は絶えず行われており、例えば香取海沿岸には古くから相馬御厨や橘荘などの荘園をはじめとする多くの耕作地があり、東遷事業によって水害が頻発、甚大な被害を被るようになったという歴史的事実は無視できない。
天明3年（1783年）浅間山大噴火後の中条堤の機能維持のための対策や、明治期の足尾鉱毒事件などを契機に、手賀沼や印旛沼、霞ヶ浦などをふくむ旧香取海沿岸では、排水不良によって洪水の激化を招くこととなった。その一方で水量の少ない時期には、旧常陸川や江戸川上流域に出現した浅瀬が高瀬船などの通行を妨げる事態が発生し、その傾向は浅間山大噴火以後深刻になった。このことが、舟運機能は確保した上で治水対策を強化していく事情へとつながり、元々海の干潟や利根川下流の低湿地帯であった首都を水害から守るため行われた大規模な対策事業は、海水の溯上を容易にし、現在の下流部では塩害が激化、戦後におけるさらなる対策事業へとつながることになる。そして、それらについての永続的な努力の結果として今日があり、さらには利根川上流ダム群の建設のように周辺地域への負担を強いることになったが、首都圏氾濫区域堤防強化対策のような対策も施行中であり、カスリーン台風以降、カスリーン台風規模の洪水や決壊は起きていない。
だが、利根川流域は大きな台風のたびに浸水被害を繰り返すなど、水害との闘いを続けている地域であり、2013年（平成25年）の平成25年台風第26号では埼玉県東部の5600戸以上が浸水被害を受け（ただし内水氾濫）、同様の被害が今後東京都でも起こる可能性が指摘され、内閣府中央防災会議が発表した資料によれば、カスリーン台風と同規模の洪水が発生した場合、死者最大3,800人、罹災者数160万人に上ると推測している。
いずれにせよ、利根川東遷事業が行われていなければ、武蔵国東部や江戸の水害、今日の首都圏である埼玉県、首都東京都の水害は頻繁に起こることとなり、江戸時代徳川氏が始めた東遷事業の功績は無視できない。

## 関連文献
- 秋葉一男「2備前堤築造後の流域の開発」,『荒川　-人文Ⅰ-』,埼玉県（1987）,368-373p
- 稲崎富士、太田陽子、丸山茂徳「400年を越えて続いた日本史上最大最長の土木事業 ―関東平野における河川改修事業を規制したテクトニックな制約―」『地学雑誌』第124巻第4号、東京地学協会、2014年、401-433頁、doi:10.5026/jgeography.123.401。
- 田代脩・塩野博・重田正夫・森田武『埼玉県の歴史　歴史11』株式会社山川出版社、1999年。
- 松浦茂樹「第4章　近世社会と荒川　第2節　治水と河川管理　4関東流河川工法による河川処理とその特徴」，『荒川　人文Ⅰ』,埼玉県（1987）440-450pp.